# Distrito de Manitea
El distrito de Manitea es uno de los dieciocho que conforman la provincia de La Convención, ubicada en el departamento del Cuzco en el sur del Perú. 

## Historia
Fue creado mediante Ley N.º 31163 del 7 de abril de 2021 durante el gobierno del presidente Francisco Sagasti.

## Geografía
El Distrito de Manitea tiene una superficie de 658,26 km2, Su ámbito territorial está comprendido desde los 400 y 1000 m s.n.m. Se caracteriza por presentar una topografía accidentada e inclinada, en donde se desarrolla la agricultura en su mayor extensión. Así mismo, presenta un relieve muy variado con valles, quebradas, cerros empinados y llanuras en toda la superficie.

## Autoridades

### Municipales[2]
- 2023-2026
  - Alcalde: Jorge Joel Galvez Jeri
  - Regidores:
  - Arango Prado, Dionisio
  - Ramos Navarro, Judith
  - Romero Munari, Alexis
  - Huallpa Huayhua, Dorila
  - Huallpa Vila, Nelva Janet
- 2022-2023 Alcalde: Hector Dipas Torres (Transitorio)
- 2021-2022 Alcalde: Edwin Rivas Gutierrez (Transitorio)

## Festividades
- 7 de abril: aniversario de la creación política del distrito de Manitea.